# École de Chicago (sociologie)

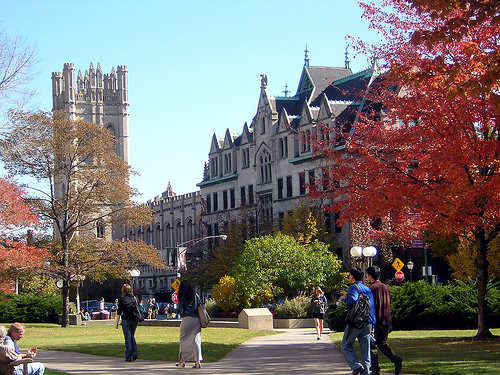
Le campus de l'université de Chicago

Pour les articles homonymes, voir École de Chicago.
 (mars 2018).
Si vous disposez d'ouvrages ou d'articles de référence ou si vous connaissez des sites web de qualité traitant du thème abordé ici, merci de compléter l'article en donnant les références utiles à sa vérifiabilité et en les liant à la section « Notes et références ».
L'École de Chicago est un courant de pensée sociologique américain apparu au début du XXe siècle dans le département de sociologie de l'université de Chicago. Son objet d'étude est essentiellement la sociologie et l'organisation des milieux urbains.
Ce département, créé en 1892 par Albion Small, est souvent présenté comme le premier département de sociologie au sein d'une université aux États-Unis, alors qu'en réalité c'est celui de l'université du Kansas, créé en 1889.

## Histoire

### La première École de Chicago
La première école a commencé au début du XXe siècle, elle s'attache à étudier les relations inter-ethniques et la délinquance dans les grandes villes aux États-Unis. Celles-ci apparaissent alors comme une sorte de laboratoire social qui permet d'étudier les nombreuses transformations des milieux urbains. Chicago accueille de nombreux immigrants de l'étranger ainsi que du sud des États-Unis. Les représentants de cette première école sont notamment William I. Thomas, Robert E. Park et Ernest W. Burgess.

### Les deuxième et troisième Écoles de Chicago
Après les années 1940, arrive une deuxième génération de chercheurs. Ils se consacrent plus à l'étude des institutions et des milieux professionnels. Bien que ces sociologues aient utilisé de nombreuses méthodes quantitatives et qualitatives, historiques et biographiques, ils sont reconnus pour avoir introduit, en sociologie, une nouvelle méthode d'investigation, largement inspirée des méthodes ethnologiques, qu'est l'« observation participante ». Celle-ci leur permet de comprendre le sens que les acteurs sociaux donnent aux situations qu'ils vivent. Les principaux représentants de cette troisième école sont notamment Erving Goffman, Howard Becker, Anselm Strauss et Eliot Freidson. Everett Hughes apparaît comme un maillon intermédiaire entre ces deux écoles.
La sociologie de l'École de Chicago a été fertile, elle a fortement contribué à l'étude des villes (sociologie urbaine, urbanisme, sociologie des migrations), à l'étude de la déviance (criminologie), à l'étude du travail (et des métiers) ainsi que de la culture et de l'art.

### Sociologie urbaine
La ville de Chicago a connu une urbanisation extrêmement rapide qui s’opérait sur fond de déracinements multiples, d’extrême hétérogénéité sociale et culturelle, de déstabilisation permanente des activités, des statuts sociaux et des mentalités. Chicago devint aussi le lieu emblématique de la confrontation des origines et des cultures, ainsi que le symbole même de la délinquance et de la criminalité organisée. Pour les sociologues de son université, elle représentait un terrain d’observation privilégié ou, mieux encore, pour reprendre le mot de Robert E. Park, un véritable « laboratoire social ».

### Regard positif sur l’immigration

#### Travaux de Thomas et Znaniecki
W. I. Thomas et Florian Znaniecki ont fortement contribué à rejeter le réductionnisme biologique en montrant que le comportement des immigrants n’était pas lié à une question de race, c'est-à-dire une question physiologique, mais était directement lié aux problèmes sociaux intervenus dans leur vie quotidienne. Ils affirment ainsi que : « la variable réelle est l’individu, pas la race ». Leur objectif est de comprendre le comportement humain, ce qui se démarque complètement des travailleurs sociaux, appelés aussi « do-gooders », qui travaillaient alors sur ces questions à des fins moralistes.
En 1918, Thomas et Znaniecki publient The Polish peasant in Europe and America. Thomas décide de faire une étude sur l’immigration et l’intégration en suivant un groupe d’immigrants et en étudiant leur vie dans leur pays d’origine jusqu’à leur arrivée sur le sol américain. Il choisit de prendre le peuple polonais, à cause de la grande richesse de documents existants à leur propos. L’ouvrage est composé de quatre parties distinctes :
- L’organisation du groupe primaire : étude de la famille polonaise traditionnelle avec ses habitudes sociales. Ils entendent par « organisation » l’ensemble des conventions, attitudes et valeurs collectives qui l’emportent sur les intérêts individuels d’un groupe social ;
- La désorganisation et la réorganisation en Pologne : l’individu n’est plus fondu au sein d’une famille élargie : il prend de plus en plus d’importance pour lui-même et la famille se rétrécit, approchant ainsi le modèle de la famille moderne contemporaine, déclin de l’influence des règles sociales sur les individus, valorisation des pratiques individuelles. Il y a désorganisation quand les attitudes individuelles ne peuvent trouver satisfaction dans les institutions, jugées périmées, du groupe primaire. La désorganisation sociale est la conséquence d’un changement rapide (changements technologiques majeurs, catastrophes naturelles, crises économiques ou politiques), d’une densification de la population urbaine ou d’une désertification ;
- L’organisation et la désorganisation en Amérique : alors que le mariage reposait en Pologne, traditionnellement, avant la désorganisation, sur le respect, le mariage repose désormais sur l’amour aux États-Unis ;
- L’histoire de vie d’un immigrant : Wladeck.

Selon Thomas et Znaniecki, toutes les manifestations de la déviance ne sont pas toujours le signe d’une désorganisation sociale : il peut aussi s’agir de déviance individuelle. Ils distinguent la désorganisation individuelle et la désorganisation sociale. Selon Thomas, il n’y a pas de lien direct entre les deux. La pathologie individuelle n’est pas un indicateur de désorganisation sociale. S’il y a un processus de réorganisation sociale, un individu peut demeurer inadapté, en retrait de ce phénomène social collectif. C’est vrai surtout des individus de la seconde génération qui se trouvent touchés par la délinquance, l’alcoolisme, le vagabondage, et le crime. Si ce processus de réorganisation est difficilement suivi par l’individu, c’est parce qu’il exige de se défaire des liens anciens pour en inventer de nouveaux.
La réorganisation prend une forme mixte et passe par la constitution d’une société américano-polonaise, c'est-à-dire qui ne soit ni tout à fait polonaise, ni tout à fait américaine, mais qui constitue la promesse d’une assimilation des générations futures. C’est pourquoi il faut favoriser les formes sociales mixtes et provisoires, encourager les institutions qui nouent un lien de continuité avec le passé : associations, fêtes, scolarisation bilingue… Thomas insistait pour que les immigrants continuent de lire et parler dans leur langue pour favoriser la transition vers l’assimilation. Thomas considère que l’assimilation est à la fois souhaitable et inévitable. Elle requiert la construction d’une mémoire commune entre le natif et le migrant passant par l’apprentissage d’une nouvelle langue, d’une nouvelle culture et l'histoire à l’école publique. Il recommande aussi que les Américains se familiarisent avec les cultures des pays dont ils accueillent les ressortissants. Pour Thomas l’assimilation est surtout un processus psychologique. Il néglige l’aspect politique de la question et les conditions de vie économique de l’immigrant. L’assimilation sera accomplie quand l’immigrant portera le même intérêt aux mêmes objets que l’Américain d’origine. On retrouve beaucoup la notion de désorganisation dans le patrimoine de l’École de Chicago. C’est un concept majeur dans l’étude de la grande ville américaine et qui implique de nombreux changements sociaux. On le retrouve notamment chez : Nels Anderson (1923) sur les travailleurs saisonniers, Frederic Thrasher (1927) sur les gangs, Harvey Zorbaugh (1929), Paul G. Cressey (1929) sur les dancings publics, Ruth Cavan (1928) sur le suicide, Ernest Mowrer (1927) sur la désorganisation de la famille, Louis Wirth (1926) sur le ghetto et Walter Reckless (1925).

#### Travaux de Park
En 1921, en décrivant le processus de désorganisation - réorganisation qui jalonne les interactions entre les groupes sociaux autochtones et immigrants, Robert E. Park distingue quatre étapes, chacune représentant un progrès par rapport à la précédente :
- La rivalité est la forme d’interaction la plus élémentaire, elle est universelle et fondamentale. Elle se caractérise par l’absence de contact social entre les individus. Cette étape va entraîner une nouvelle division du travail et réduire les relations sociales à une coexistence fondée sur les rapports économiques.
- La deuxième étape est le conflit, qui est selon Park inévitable lorsqu’on met en présence des populations différentes. Le conflit manifeste une prise de conscience, par les individus, de la rivalité à laquelle ils sont soumis. « D’une façon générale, on peut dire que la rivalité détermine la position d’un individu dans la communauté ; le conflit lui assigne une place dans la société. »
- La troisième étape est l’adaptation, Park la définit comme pouvant « être considérée telle une conversion religieuse, comme une sorte de mutation ». L’adaptation est un phénomène social, qui concerne la culture en général, les habitudes sociales et la technique, véhiculées par un groupe. Pendant cette phase, il y a coexistence entre des groupes qui demeurent des rivaux potentiels mais qui acceptent leurs différences.
- L’étape ultime après l’adaptation est selon Park l’assimilation, au cours de laquelle les différences entre les groupes se sont estompées et leurs valeurs respectives mélangées. L’assimilation est un phénomène de groupe, dans lequel les organisations de défense de la culture immigrée par exemple, ou les journaux en langues étrangères vont jouer un rôle déterminant.

Park rejette l’hypothèse communément admise à l’époque selon laquelle l’unité nationale exige une homogénéité raciale. Tout comme Thomas, il donne une grande place à l’école dans les étapes menant à l’assimilation (p. 41). Young, qui s’intéresse à l’intégration des Molokans, (paysans russes faisant partie d’une secte religieuse persécutés par le Tsar) voit 3 phases menant à des hybrides culturels. Il montre ainsi que le sacré s’institutionnalise et qu’il devient profane au fur et à mesure que la vie communautaire se désintègre et que commence le processus d’assimilation culturelle.

#### Débats sur la ségrégation et les conditions de l'assimilation
Dans son ensemble, l’École de Chicago a développé une vision optimiste de l’immigration, sous la forme du concept de l’homme marginal, qui devient un hybride culturel, partageant intimement deux cultures distinctes, mais pleinement accepté dans aucune et marginalisé par les deux. Le métissage est, pour les chercheurs de Chicago, un enrichissement. Pourtant, quelques chercheurs noirs, faisant partie de la commission mixte chargée d’étudier les causes des émeutes de juillet et d'août 1919 ayant fait 38 morts, font figure d’exceptions.
- Johnson reprend le cycle des relations ethniques de Park pour décrire les relations entre la population noire et blanche de Chicago. Il s’aligne sur les recommandations de Park concernant l’école mais amène des nuances. Il affirme ainsi que les enfants noirs ont des performances plus mauvaises que les enfants blancs à l’école du fait de leur environnement : parents illettrés, familles instables, mal logées, sans emploi. Il insiste surtout sur l’absence totale de loisirs. Il démontre aussi que les noirs américains souffraient encore d’une ségrégation informelle (ils étaient accusés de commencer les grèves dans les usines par exemple).
- Brown, s’inspirant lui aussi des étapes de Park, remet en cause que le conflit ne soit qu’une étape menant à l’assimilation. Pour lui l’assimilation n’est jamais totalement possible entre la population noire et blanche car la culture noire est perçue comme inférieure à la culture blanche.
- Frazier se démarque à son tour des sociologues de Chicago, notamment en ne rejetant pas tout à fait le réductionnisme biologique. Il distingue ainsi une institution blanche et une institution noire. De plus il considère que le fait d’être noir représente une identité à part entière : « les noirs américains pensent d’abord à eux-mêmes comme noirs et seulement ensuite comme américain. » S’il reconnaît le bien-fondé de l’importance de l’homme marginal en tant qu'hybride culturel, Frazier introduit en revanche la distinction entre l’assimilation culturelle et l’assimilation sociale. Ainsi, selon lui, la culture noire américaine ne diffère peut-être pas beaucoup de la culture blanche mais de nombreuses barrières sociales à l’assimilation demeurent : interdiction des mariages interraciaux, pas de droit de vote… Ainsi, l’assimilation totale ne peut donc pas être atteinte puisqu’ils n’ont pas les mêmes droits politiques et sociaux. Leur assimilation passera donc par leur lutte contre la discrimination raciale et pour l’égalité de leurs droits.

### Criminalité et écologie urbaine
La sociologie de Chicago est célèbre pour ses études sur la criminalité, la déviance et la délinquance juvénile, qui sont des questions liées étroitement aux notions et concepts précédents. Elles constituent à elles seules un champ d'études.

#### La criminalité
L'école de Chicago a fortement contribué aux études de la criminalité en abordant le lien entre villes et délinquance. L'extension urbaine de Chicago en zone concentrique a mis en évidence des zones en transition dans lesquelles la délinquance est plus importante, selon Clifford Shaw. Il va contribuer au Chicago Area Project, l'une des premières expériences de sociologie appliquée qui s'attaque à la désorganisation sociale par l'amélioration de la vie sociale du quartier. Le sociologue Saul Alinsky participera au Chicago Area Project, avant de fonder le community organizing comme réponse à la désorganisation sociale.
Selon les estimations de Frederic Thrasher (en), les gangs de Chicago en 1927 représenteraient 25 000 adolescents et jeunes hommes. Cette population se regroupe dans la zone interstitielle, c'est-à-dire la zone comprise entre le centre ville (the loop) avec tous ses bureaux et commerces et la zone résidentielle des classes moyennes puis aisées. Il affirme ainsi que les gangs occupent « la ceinture de pauvreté », là où l’habitat est détérioré, où la population change sans cesse ; ou tout est désorganisé. Le gang est alors une réponse à la désorganisation sociale. La création des gangs se fait par la création de clubs regroupant des jeunes hommes qui vont ensuite devenir des délinquants et occuper une partie du territoire qu’ils vont s’approprier. Ces groupes sont très instables : leurs leaders changent, de nouveaux groupes apparaissent et disparaissent. Il y a plusieurs types de gangs : un gang peut chercher à se faire reconnaître une existence légitime au sein de la communauté, à la manière d’un club, ou au contraire de former une société secrète. Enfin, Thrasher insiste sur une autre caractéristique du gang. Il est selon lui la manifestation de conflits culturels entre les communautés d’immigrants entre elles d’une part, et entre les valeurs d’une société américaine peu attentive à leurs problèmes et qui leur reste étrangère, d’autre part. Traiter le problème de la criminalité consistera donc à construire, dans un monde moral et économique, un avenir et une motivation au délinquant, à stimuler son imagination d’adolescent et à faire naître chez lui des ambitions.
En 1924, la guerre des gangs fait rage à Chicago et l’Illinois Association for Criminal Justice décide de lancer une vaste enquête sur la criminalité. John Landesco publie un rapport en 1929, Organized crime in Chicago, dans lequel il veut démontrer qu’il existe un lien entre le crime et l’organisation sociale de la ville. Selon lui, « de la même manière que le bon citoyen, le gangster est un produit de son environnement. Le bon citoyen a été élevé dans une atmosphère de respect et d’obéissance à la loi. Le gangster a fréquenté un quartier où la loi est au contraire enfreinte constamment ».

#### La délinquance juvénile
Dans The Jack roller : a delinquent boy’s own story, Clifford Shaw étudie la situation d’un jeune délinquant qu’il suit depuis qu’il a 16 ans. L’histoire de vie est un nouveau dispositif de recherche dans le domaine de la criminologie. Shaw insiste pour que les histoires de vie soient vérifiées, croisées avec d’autres données, familiales, historiques, médicales, psychologiques, scolaires bien que « la validité et la valeur d’un document personnel ne dépende pas de son objectivité ou de sa véracité », ce qui importe n’est pas la description objective mais précisément les attitudes personnelles. Il faut entrer dans le monde social du délinquant. C’est pourquoi le récit doit être à la 1re personne, ne soit pas « traduit » par le langage du chercheur pour garder l’« objectivité » du récit.
Dans la discussion de l’ouvrage, Ernest Burgess explique en quoi le cas lui apparaît typique et représentatif :
- élevé dans un quartier à risque, délinquance importante (1926, 85 % des jeunes arrêtés par la police viennent de ces quartiers) ;
- vient d’une « famille brisée » comme 36 % des jeunes délinquants ;
- sa « carrière » de délinquant commence avant même qu’il aille à l’école ;
- toutes les institutions « de redressement » ont échoué (idem dans 70 % des cas) ;
- finit par traîner comme fugueur dans le quartier mal fréquenté de Chicago.

Shaw et Mac Kay écrivent Juvenile Delinquency and Urban Areas en 1942 où ils proposent d’établir une « écologie de la délinquance et du crime » : ils étendent la recherche à d’autres grandes villes (Philadelphie, Boston, Cleveland, Cincinnati, Richmond). Ils montrent que le développement des villes américaines s’est manifesté par la création de zones d’habitat très différenciées. La criminalité est associée à la structure physique de la ville : le taux de délinquance est élevé partout où l’ordre social est désorganisé. Le fait d’habiter certaines parties de la ville est un indicateur ou pronostic de délinquance. Ils affirment en outre qu’il n’y a pas de relation de cause à effet entre un fort taux d’immigrés et un fort taux de criminalité : « les délinquants ne le sont pas parce qu’ils sont fils d’immigrés ou parce qu’ils sont noirs, mais pour d’autres raisons qui tiennent à la situation dans laquelle ils vivent ». Pour comprendre et analyser les phénomènes de délinquance et de criminalité, ils recommandent de prendre en compte 3 types de facteurs : le statut économique, la mobilité de la population et l’hétérogénéité de sa composition, qui se manifeste par une forte proportion d’immigrants. La pauvreté, une forte hétérogénéité et une forte mobilité de la population entraînent l’inefficacité des structures communautaires, ce qui entraîne un affaiblissement du contrôle social, favorisant l’apparition de la criminalité.

### La sociologie qualitative
Morris Janowitz, dans son ouvrage consacré à l’œuvre de Thomas, affirme que « s’il a existé une école de Chicago, elle a été caractérisée par une approche empirique qui se propose d’étudier la société dans son ensemble ». Cette conception de la recherche va évidemment induire des techniques particulières sur le terrain, qui seront regroupées sous l’expression de « sociologie qualitative ». Il faut, en premier lieu, préciser qu’il y a eu peu de réflexions méthodologiques dans la plupart des monographies de l’École de Chicago. C’est surtout Park, qui a été journaliste de 1891 à 1898 qui a introduit l’idée de pouvoir utiliser les méthodes de l’ethnographie pour l’étude des rapports sociaux urbains.

### L’utilisation des documents personnels
La première utilisation de documents personnels dans une étude sociologique fut celle de Thomas et Znaniecki, dans Le paysan polonais. Sur le plan méthodologique, il y a rupture avec les traditions antérieures : on passe pour la première fois de façon « officielle » de la sociologie en bibliothèque à la recherche sur le terrain. Ce n’est pas un hasard si cet ouvrage ouvre l’époque de ce que l’on désigne l’École de Chicago. Pour Blumer (1939), chargé par le Social Science Research Council de faire un compte rendu critique de l’ouvrage, cette recherche n’est pas une simple monographie de la société paysanne polonaise, mais un manifeste scientifique à quatre visées :
- construire une approche adaptée à la vie sociale complexe moderne,
- adopter une démarche compatible avec le changement et l’interaction,
- distinguer facteurs subjectifs et leurs interactions avec les facteurs objectifs,
- disposer d’un cadre théorique pour étudier la vie sociale.

C’est dans ces divers objectifs que cette étude inaugure l’utilisation de nouveaux matériaux : les autobiographies, les courriers personnels, les journaux intimes, les récits ou histoires de vie, les témoignages.
Appliquant un des principes de l’interactionnisme, Thomas et Znaniecki introduisent une innovation majeure en intégrant dans leur travail la subjectivité des acteurs sociaux étudiés, sans pour autant renoncer au caractère scientifique de la sociologie visant à distinguer et à construire théoriquement des types sociaux. Thomas veut adopter une approche distanciée, régie par la raison et non par l'émotion, scientifique au sens d'« objective » des phénomènes sociaux qu’il étudie. Il utilise des lettres et des histoires de vie dans le but d’« objectiver » les conditions de vie et les attitudes des personnes observées, en les étudiant en fonction de la « définition de la situation » auxquelles elles correspondent. Il s'intéresse par exemple au comportement jugé incompréhensible des polonais aux États-Unis : tantôt ils acceptent passivement l’autorité, tantôt ils considèrent que la liberté offerte par les États-Unis doit être sans limite. Pour comprendre ces comportements au premier abord incompréhensibles, il faut pouvoir connaître la signification subjective que les personnes apportent à la situation. Ainsi le changement social sera compris comme le résultat d’une interaction permanente entre la conscience individuelle et la réalité sociale objective.
C’est un aspect mal connu de l’École de Chicago que d’avoir été une sociologie fondée sur des sources documentaires. Park constitue un véritable fonds documentaire sur la ville. Ce fonds constitue une véritable banque de données élaborée, augmentée, mise à jour qui sera utilisée par tous les étudiants voulant travailler sur la ville.
Le recours aux lettres constitue une autre innovation méthodologique forte. Une annonce sera en effet passée dans les journaux polonais publiés en Amérique afin de pouvoir collecter puis étudier des courriers reçus de Pologne (payés 10 cents). Beaucoup seront publiés, après avoir été regroupés en 50 thèmes différents. Chaque thème sera présenté par une introduction théorique suivie de commentaires disséminés dans les notes.
S'agissant de l’histoire de vie, il s'agit d'une technique qui permet de s'introduire et de saisir de l’intérieur le monde des acteurs sociaux. Wladeck Wisniewski (recruté par annonce), considéré comme représentatif de l’immigré polonais d’origine paysanne, écrit son autobiographie dont la véracité fut vérifiée grâce aux lettres échangées avec sa famille restée en Pologne.
La plupart des recherches de l’École de Chicago consisteront en une combinaison de l’utilisation de documents personnels avec d’autres méthodes de recueil des données, issues par exemple de sources documentaires plus classiques au regard de l’histoire et du journalisme d’enquête (quotidiens, archives des églises, des institutions du travail social, minutes des procès, , etc.).
L’innovation de Thomas et Znaniecki, en matière méthodologique, s’arrête là : pas d’utilisation d’interviews ou d’observations. En accord avec sa conception « naturaliste » de la sociologie, Thomas considérait que l’interview était une manipulation de l’interrogé par l’enquêteur. Cependant, il acceptait de recueillir les témoignages d’informateurs comme les travailleurs sociaux.

#### Les émules de Thomas

##### Sutherland et le voleur professionnel
Il utilise le principe de l’interactionnisme, c'est-à-dire qu’on comprend ce que font les individus en accédant de l’intérieur à leur monde particulier et il s’agit d’abord de décrire les mondes particuliers des individus dont on veut comprendre les pratiques.
Sutherland semble avoir eu l’intuition de l’usage que l’on peut faire de la réflexivité dans l’analyse sociologique. Sutherland, en faisant décrire son enquêté transforme son informateur en assistant de recherche. Par la description qu’il fait de son monde, il devient un ethnographe réflexif du monde dans lequel il vit. On a devant nous pas seulement le sujet empirique tel qu’il se présente au lecteur mais aussi le sujet analytique, c'est-à-dire celui qui nous montre comment il analyse sa vie quotidienne afin de lui donner sens et afin de pouvoir prendre des décisions en fonction du contexte.
Parce qu’il s’agit d’un témoignage, Sutherland est conscient du danger scientifique s'il veut fonder sa recherche sur ce seul matériau, donc il soumet le manuscrit à 4 voleurs professionnels et 2 anciens détectives. Étudiant des voleurs, il ne peut donc évidemment pas participer à leurs actions. Vu que les thèmes majeurs de l’École de Chicago sont l’immigration et la délinquance, l’observation participante peut parfois être difficile à faire.

##### Shaw etThe Jack-Roller
Dans la préface de The Jack-Roller, Burgess compare la fonction de l’histoire de vie dans l’étude de la personnalité des individus avec celle du microscope dans les sciences naturelles. Les deux techniques permettent de ne pas s’en tenir à la surface des phénomènes et de pénétrer leur réalité cachée. « Comme un microscope, l’histoire de vie permet d’étudier en détail l’interaction entre les processus mentaux et les relations sociales ».
Conscient des problèmes de l’histoire de vie, il faut tester leur véracité par d’autres sources complémentaires. Burgess dit en effet qu’il se méfie de cette méthode tant qu’elle n’a pas été l’objet de minutieuses vérifications, notamment sur le plan de la représentativité des données recueillies.

### Le travail de terrain

#### Le mythe de l’observation participante
Quand on fait référence à l’École de Chicago, on pense tout de suite à son innovation méthodologique qui s’approche le plus de la sociologie qualitative : l’observation participante. Il n’est pas étonnant qu’on retrouve chez les sociologues de Chicago la posture méthodologique d’obédience interactionniste qui prend en effet toujours appui sur diverses formes d’observation participante. Patricia et Peter Adler distinguent 3 grandes catégories de positions de recherche sur le terrain :
- rôle « périphérique » : le chercheur est en contact étroit et prolongé avec les membres du groupe mais ne participe pas ; soit en raison de croyances épistémologiques, soit parce que moralement il s’interdit de participer à des actions délinquantes par exemple, ou parce que ses propres caractéristiques démographiques ou socioculturelles l’empêchent de participer à certaines activités.
- rôle « actif » : le chercheur prend un rôle plus central dans l’activité étudiée. Il s'engage dans une participation active, prend des responsabilités, se conduit avec les membres du groupe comme un collègue.
- rôle de membre complètement « immergé » : le chercheur a le même statut, partage les mêmes vues et les mêmes sentiments, poursuit les mêmes buts, et fait donc l’expérience des mêmes émotions.

Il est abusif d’employer le terme d’observation participante pour le simple fait d’aller sur le terrain. Park insistait pour que le scientifique observe mais ne participe pas, il recommandait une attitude détachée. Cette position peut paraître surprenante si on considère que l’École de Chicago a été le modèle théorique et méthodologique de l’observation participante. Park réagissait ainsi en réaction au courant dominant précédant dans la sociologie naissante d’alors : l’enquête sociale. Selon Park, il fallait que la sociologie se professionnalise en se détachant de l’attitude dominante des « do-gooders ».
Selon Lee Harvey, sur les 42 thèses soutenues en sociologie à Chicago (1915-1950), deux seulement (après 1940) ont employé l’observation participante « complète » (rôle à temps plein dans la communauté étudiée), six ont impliqué le chercheur dans un temps partiel, les autres (2/3) n’ont pas utilisé la moindre technique d’observation.
En fait, les sociologues de l'École de Chicago n'auraient réalisé que peu d’enquête directement sur le terrain mais se seraient surtout appuyé sur des matériaux biographiques (récits d’individus). Il est sans doute souhaitable de rectifier le mythe selon lequel l’École de Chicago serait le modèle de l’observation participante malgré son caractère novateur incontestable sur le plan méthodologique. L'École de Chicago serait plutôt le berceau d’une variété d’approches empiriques, en particulier dans la sociologie urbaine pratique. Elle inaugure l’enquête directe auprès d’individus (différence avec l’ère spéculative de la sociologie du XIXe).
- Frederic Thrasher : dans son enquête auprès de gangs, il a récolté des données qualitatives (enquête auprès des journalistes, policiers, barmen, hommes politiques locaux, etc.), mais cela ne peut pas être considéré comme une observation de première main, il n’a pas participé à la vie de la communauté.
- L’étude des sans-abri, par Nels Anderson (1923), implique une forme d’observation participante : il occupe une chambre dans un petit hôtel ouvrier du quartier des hobos. Il n’y allait que le week-end. Sinon, il était bohème, dormait dehors et se déplaçait de la même façon… Pendant 15 ans, il a eu une vie de hobos. Il reçoit une aide privée pour étudier les « SDF », pas dépaysé par le quartier dans lequel il mène sa recherche. Familiarité. Il procède également à un travail classique de documentation qui lui permet de se pencher sur son passé. Interviews informelles. Il n’a pas pris le rôle d’un hobo, son père était un hobo et lui-même l'a été pendant très peu de temps durant sa jeunesse. Mais c’est aussi sa rencontre avec des hobos dans une institution de travail social dans laquelle il travaillait qui l’a poussé à cette recherche.

#### Une méthodologie multiple
Dans chaque étude, plusieurs méthodes sont employées. Les entretiens non structurés et les récits de vie dominent mais on trouve aussi des observations et des documents personnels. Par exemple, Harvey Warren Zorbaugh utilise des plans, des cartes de ville, des données de recensement, des documents historiques, des rapports municipaux, travail social. Il réalise des interviews d'individus divers, par des contacts informels avec des journalistes, des avocats, des infirmières… Sur le terrain, il procède par bloc d’habitations, relève le prix des meublés, loyers, fait du porte-à-porte… Sa méthode s'apparente à une ethnologie sociologique complète.
Les techniques d’interview ne sont pas encore bien différenciées, elles ne font pas l'objet de réflexions méthodologiques élaborées. L’idée d’un rôle spécifique de l’intervieweur, de la nécessité d’une formation n’apparaît pas encore. La distinction méthodologique entre la simple conversation et la passation d’un questionnaire n’est pas encore bien établie. Anderson ne fait pas des interviews mais il a des conversations informelles. Il s’interroge sur la technique qui permettra d’engager la conversation avec un inconnu, remarque que quand on s’assoit à côté de quelqu'un et que l’on pense à voix haute la conversation s’engage bien.
Il faut attendre pratiquement la fin des années 1950 pour voir apparaître, à l’instar de la sociologie quantitative qui a très vite produit des réflexions méthodologiques sophistiquées, des débats sur les méthodologies de type qualitatif en usage dans la sociologie. La suprématie de l’École de Chicago prit fin avec la rébellion de 1935 au sein de la Société américaine de Sociologie où il y eut une utilisation grandissante des techniques de recherche quantitative.
Ces techniques de quantification étaient déjà présentes à Chicago. James Field y enseignait les statistiques dès 1908 (dans le département d’économie politique et Small encourageait les étudiants à y aller). En 1927, Field meurt et est remplacé par W. Ogburn qui quitte son poste de Columbia. Ogburn était favorable aux histoires de vie mais pour lui elles étaient utiles pour constituer des hypothèses qu’il s’agissait de tester statistiquement. Burgess suit son cours en 1928.
La tendance majoritaire dans la sociologie de Chicago demeurait certes les études qualitatives de terrain et les études de cas mais les statistiques ne faisaient pas seulement l’objet d’un enseignement, elles étaient mises en œuvre dans des enquêtes sur l’abstention aux élections par exemple ou dans les recensements. Burgess, par exemple, emploie des statistiques simples. En 1927 il rapproche les statistiques et les études de cas : « Les méthodes des statistiques et de l’étude de cas n’entrent pas en conflit entre elles ; elles sont en fait complémentaires. Les comparaisons statistiques et les corrélations peuvent souvent suggérer des pistes pour la recherche faite à l’aide de l’étude de cas, et les matériaux documentaires, en mettant au jour des processus sociaux, mettront inévitablement sur la voie d’indicateurs statistiques plus adéquats. Cependant, si l’on veut que la statistique et l’étude de cas apportent chacune leur pleine contribution en tant qu’outils de recherche sociologique, il faut leur garantir une égale reconnaissance et fournir l’occasion à chacune des 2 méthodes de perfectionner sa technique propre. Par ailleurs, l’interaction des 2 méthodes sera incontestablement féconde ».

## Conclusion
Thomas et Znaniecki (Le paysan polonais…) et Samuel Stouffer (The American Soldier, 1949) sont très représentatifs des deux grandes tendances de la sociologie américaine du début du XXe siècle et en marquent chacun une étape : l’un inaugure une série de recherches qualitatives et de publications qui constituent le patrimoine de l’École de Chicago ; l’autre marque la fin de la période précédente et représente le tournant quantitativiste de la sociologie américaine. Stouffer représente un tournant dans l’histoire de la sociologie dans la mesure où elle est la première tentative de modélisation mathématique de la vie sociale.
À partir de 1940, la sociologie américaine connaîtra un développement considérable des techniques quantitatives sous l’impulsion des contrats d’études financés par l’armée américaine. Les chefs de file de l’université Columbia (dont Robert Merton et Paul Lazarsfeld, directeur des enquêtes) ont renforcé leur prestige et leur pouvoir, exerçant ainsi progressivement un « impérialisme » théorique et méthodologique. Ainsi l’école fonctionnaliste, fortement implantée à Columbia et Harvard commença à exercer sa domination (voire sa censure comme y fait allusion H. Becker en 1986).
Cette montée en puissance de la sociologie quantitative coïncida avec l’extinction de la deuxième génération de chercheurs à Chicago : Burgess prend sa retraite en 1951, Wirth meurt en 1952 et Blumer part en 1952 à Berkeley.

#### Sociologues de l'École de Chicago
Liste non exhaustive triée par ordre alphabétique :
- Nels Anderson
- Howard Becker
- Herbert Blumer
- Ernest Burgess
- John Dewey
- Charles Horton Cooley
- Erving Goffman
- Everett C. Hughes
- Roderick D. McKenzie
- George Herbert Mead
- Robert E. Park
- Albion Small
- Anselm Strauss
- William I. Thomas
- William L. Warner
- Louis Wirth
- Florian Znaniecki